# نظريات المؤامرة حول انهيار مركز التجارة العالمي

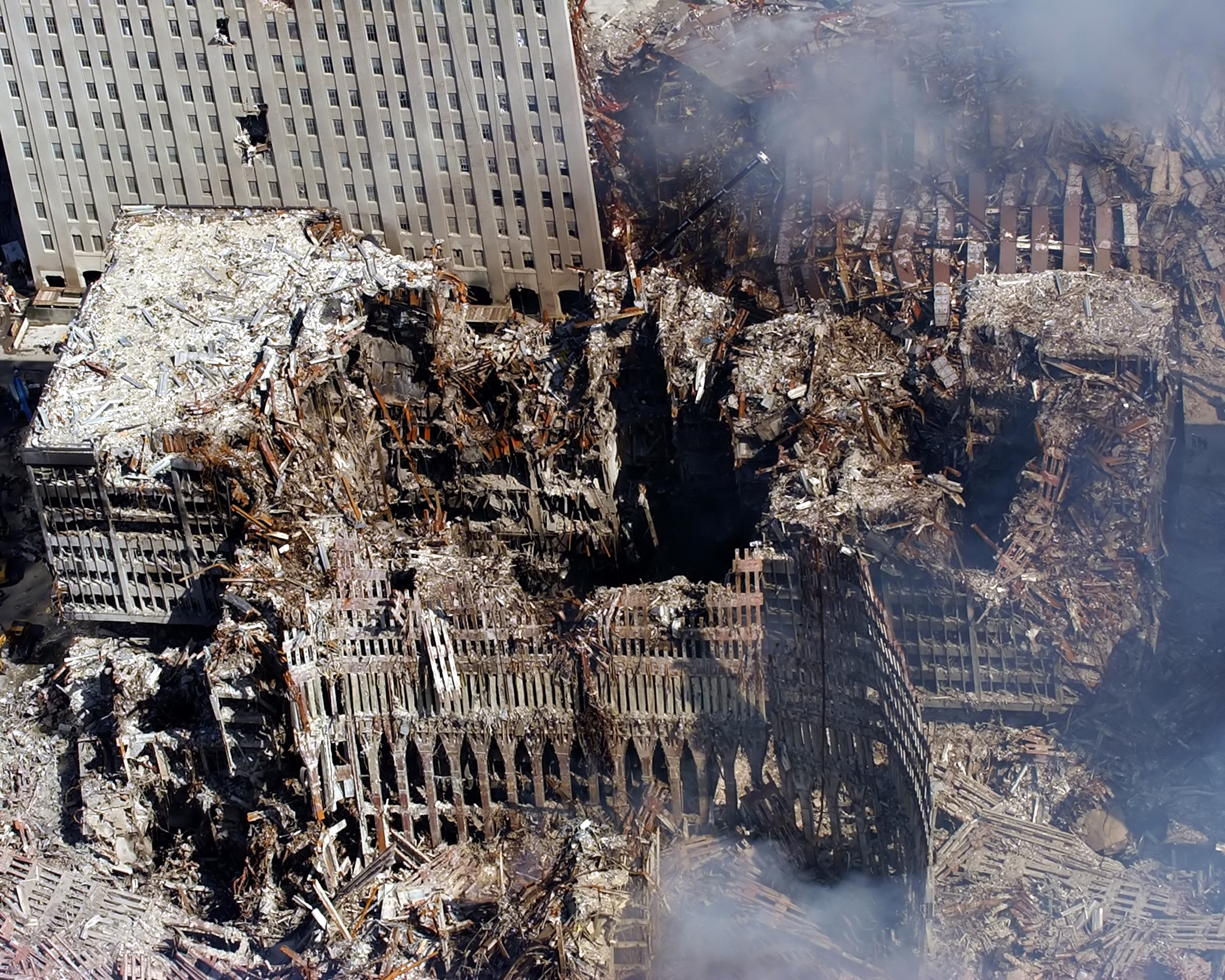
Aerial view of the debris field of the North Tower, 6 WTC, and 7 WTC (upper right)

نظريات المؤامرة حول انهيار مراقب لمركز التجارة العالمي هي نظرية تبناها البعض، حيث يؤكدون أن انهيار مركز التجارة العالمي لم يكن بسبب الضرر الحادث من ارتطام الطائرات التي وقعت كجزء من هجمات 11 سبتمبر 2001، والضرر الذي تلا من النار المضرمة في المباني كانت بسبب مواد متفجرة تم تثبيتها في المباني مقدماً. أوائل المدعون مثل الفيزيائى ستيفن جونز E، المهندس المعماري ريتشارد جيج، ومهندس البرمجيات جيم هوفمان واللاهوتي ديفيد راي غريفين، يقولون إن التأثيرات الناتجة من ارتطام الطائرات والحرائق المندلعة لن تكون قادرة على إضعاف المبانى بما فيه الكفاية لبدء عملية الهدم الكبرى الانهيار الكارثي، وأن المبانى لن يتسنى لها ذلك الانهيار التام كما حدث ولا بالسرعة المذهلة التي تمت بها، دون طاقة إضافية لإضعاف تماسكها الهيكلي.[بحاجة لمصدر]
المعهد الوطني للمعايير والتكنولوجيا (NIST) ومجلة الميكانيكا الشعبية درست ورفضت هذه النظريات. وقد قبل المتخصصين في الميكانيكا الهيكلية والهندسة الإنشائية قبلوا نموذج الانهيار بفعل الجاذبية الذي منشأه النيران لمباني مركز التجارة العالمي، وهو التفسير الذي لا ينطوي على استخدام المتفجرات. لم تختبر NIST بقايا المتفجرات في عينات مجمع الصلب، مشيرة إلى احتمال تحقيق نتائج غير حاسمة، ومشيرة أيضا إلى أن مركبات مماثلة كان يحتمل كونها وجدت أثناء بناء الأبراج.
في عام 2006، اقترح جونز أن الثيرمايت أو الثيرمايت-الفائق قد استخدما من قبل المحققين الحكوميين بغرض الحصول على هذه المواد لأجل هدم المباني. في أبريل 2009، نشرت جونز نيلز وإتش هاريت وسبعة مؤلفين آخرين في ورقة عن مجلة الفيزياء الكيميائية المفتوحة  هذا قد دفع المحرر بروفيسور. ماري بول بيلينى، إلى الاستقالة لأنها إتهمت الناشر بطباعتها بدون إذن منها وبدون علمها وقالت أن لديها شكوك بالفعل أن الناشر "بنثام العلمية" أجرت بحوثا شبه علمية; وكان عنوان هذا المقال "المواد المكتشفة بالموقع الثيرمية في الغبار من موقع الكارثة في 9/11 مركز التجارة العالمى '، وذكرت أنها وجدت أدلة على أن نانو ثيرمايت وجدت في عينات من الغبار الذي تم تصاعده خلال انهيار أبراج مركز التجارة العالمي.
 ردت نيست أنه لا يوجد «آلية مراقبة» واضحة لإثبات أن العينات الأربعة من الغبار جاءت من موقع مركز التجارة العالمي. دعا جونز نيست إلى إجراء دراسات خاصة بها باستخدام «سلسلة من الإختبارات» الخاصة بالغبار المعروفة، ولكن نيست لم تجرِ التحقيق.

## التاريخ
وقد تم مناقشة الأسئلة المتعلقة بتفاصيل التقنية حول انهيار مباني مركز التجارة العالمي لسنوات، بما في ذلك الطعن والسخرية. هدم مراقب في نطاق نظريات المؤامرة قد أقترحت لأول مرة في أكتوبر 2001. كتاب إريك هفشميد، حول أسئلة مؤلمة: تحليل للهجوم يوم 11 سبتمبر، الذي دعا إلى نظرية الهدم المسيطر عليه أو المراقب، وقد نشرت في سبتمبر 2002. دايفيد راى جريفين وستيفين .إى. جونز هما أبرز دعاة النظرية. لإن كتاب جريفين بيرل هاربور الجديدة، الذي نشر في عام 2004, قد أصبح مرجعا ل حركة الحقيقة حول هجمات 11/9. في نفس العام، نشر جريفين الكتاب المعنون تقرير لجنة 11/9: الشطب والتشوهات، والذي يقول أن العيوب في تقريرتقرير لجنة 9/11 حيث أن تقرير اللجنة يرقى إلى التستر من قبل المسؤولين الحكوميين ويقول ان ادارة بوش كانت متواطئة في هجمات 11/9. نظرية جريفين لخصت في مقالة في يونيو حزيران 2010 ان تلك العملية المزعومة أرادت في العلم المزيف أرادت للمباني الانهيار لأسفل على التوالي. إذا كانت قد إنقلبت، فإنها ستكون دمرت عشرات المباني الأخرى وقتلت عشرات الآلاف من الناس.
ستيفن إى. جونز كان صوتا أكاديميا رائدا من أنصار نظريات الهدم المخطط له والمراقب. في عام 2006، قال انه نشر ورقة بعنوان «لماذا في الواقع إنهارت تماما مباني مركز التجارة العالمي؟». ردت جامعة بريغهام يونغ على تصريحات جونز «المليئة بنحو متزايد من المضاربة والإتهامات» عن طريق وضع إجازة مدفوعة الأجر ممنوحة له، وبالتالي تجريده من فئتين، في سبتمبر 2006، في انتظار مراجعة تصريحاته وبحوثه. وبعد ستة أسابيع، تقاعد جونز <- فقط في حالة أي شخص يفكر في إعادة تقديم كلمة "استقالة" هنا:. هذا من شأنه أن يكون وصفا غير صحيح في الواقع حول العلاقة المستمرة من جامعة بريغهام يونغ والبروفيسور جونز، انظر موقع جونز "في جامعة بريغهام يونغ - -> في الجامعة. أصدرت كلية الهندسة الإنشائية في الجامعة بيانا قالت فيه أنهم «لا يدعمون فرضية البروفيسور جونز».
وشكك ديفيد راي غريفين في «فرضية انهيار» نظرية الانهيار المقترحة في  دراسة أداء المبنى التي تنتجها وكالة إدارة الطوارئ الاتحادية (الفيدرالية). في نيست تقرير عن انهيار أبراج مركز التجارة العالمي رفض لصالح نظرية فشل العمود. وذكرت NIST نيست المعهد الوطني للمعايير والتكنولوجيا في تقريرها النهائي أنه «لا توجد أدلة مؤيدة لفرضيات بديلة مما يدل على أن برجا مركز التجارة العالمي قد اسقطا من قبل الهدم المراقب والمسيطر عليه باستخدام عبوة ناسفة زرعت قبل 11 سبتمبر 2001» ونشرت أسئلة وأجوبة حول القضايا ذات الصلة على موقعها الإلكتروني في أغسطس 2006. وقد تم دحض العناصر الرئيسية للنظرية السائدة التي كتبها منحة دراسية هندسية،  حيث أعتبر أنصارها من «الغرباء». مجلة بوبيلار ميكانكس تحدت النظريات السائدة في تقرير خاص «فضح أساطير 11/9».
وقد نشرت مقالات وخطابات وتصريحات تشيد بإدعاءات الهدم المراقب والمعد سلفا في المجلات العلمية والهندسية. في أبريل 2008، رسالة بعنوان «النقاط الأربع عشرة من الاتفاق مع التقارير الحكومية الرسمية على تدمير مركز التجارة العالمي»، ونشرت من قبل ستيفن E. جونز، فرانك يجي، كيفن رايان، أنتوني Szamboti وجيمس غورلي في 'مجلة الهندسة المدنية المفتوحة. وبعد بضعة أشهر، في يوليو 2008، مقالا بعنوان «عدم التوافق البيئي في مركز التجارة العالمي: الأدلة للمواد الحيوية»، ونشرت من قبل رايان، غورلي وجونز في حماة البيئة. في وقت لاحق من ذلك العام نفسه، في أكتوبر 2008، من مجلةالميكانيكا الهندسية نشرت تعليقاt بواسطة مهندس كيميائي والنائب جيمس R. غورلي، الذي يصف ما اعتبره أخطاء جوهرية في ورقة 2007بشأن ميكانيكا الانهيار التدريجي من جانب بازانت وفيردور. في نفس القضية، بازانت ولو\دحضا حجج غورلي، ووجدا انتقاداته غير صحيحة علميا. واقترح عليهم أن الانتقادات المستقبلية «للتعرف على المواد ذات الصلة من الكتب والمراجع المعتبرة الملائمة في مجال الميكانيكا الهيكلية» يجب الا تمثل خطرا أو تكون «مضللة وتؤثر بشكل خاطئ على الجمهور بمعلومات غير صحيحة.»
في أبريل 2009، الصيدلي الدنماركي نيلز H. Harrit، من جامعة كوبنهاغن، وثمانية مؤلفين آخرين نشرو ورقة فيجورنال المواد الكيميائية الفيزياء المفتوحة، بعنوان «المادة الثيرميتية التي أكتشفت في الغبار بموقع مركز التجارة العالمية المنكوب في 11/9». وتخلص الورقة أن المادة التي تتكون من رقائق غير متفاعل ومتفاعلة جزئيا الثيرمايت الفائق، أو نانو ثيرمايت، يبدو أنها كانت موجودة في عينات من الغبار.
وقد ساهمت مواقع الإنترنت وأشرطة الفيديو لنمو حركة الأفراد التي تدعم النظرية القائلة بأن متفجرات زرعت قد دمرت مركز التجارة العالمي. الموقع الإلكتروني لمهندسون المعماريون والمهندسون لحقيقةأحداث 9/11 يستشهد بعضوية أكثر من 1,500 من المهندسين والمهندسين المعماريين. نظرية الهدم المسيطر عليه غالبا ما تتضمن مزاعم بأن الحكومة الأمريكية خططت المطلعين و/ أو شاركت في تدمير مركز التجارة العالمي من أجل تبرير غزو العراق وأفغانستان. النظرية تحتل مكانة بارزة شعبية في مجال الترفيه من نوعية الأفلام، مثل التغيير الفضفاض, فضلا عن أكثر الأفلام الوثائقية نوعية، مثل : مخطط للحقيقة في أحداث 11/9، من قبل المهندس المعماري سان ريتشارد غيج منطقة فرانسيسكو، والتي تقوم أساسا على العروض العلمية والأدلة الهندسية لنظرية الهدم المسيطر عليه.
بينما الصحافة السائدة لديها تاريخ كبير من تسميات مهينة، والأوصاف والتفسيرات من دعاة نظرية الهدم (أي في عام 2006، ومجلة  نيويورك(مجلة) ذكرت أن «الجيل الجديد من منظرين المؤامرة تشرع في العمل على التاريخ السري ليوم نيويورك الأفظع.»)، وقد تم دعم نظرية من قبل عدد من الجهات الشعبية والموسيقيين والسياسيين، بما في ذلك تشارلي شين،  ويلي نيلسون،  الحاكم السابق لمينيسوتا جيسي فنتورا،  نجمة البرامج الحوارية روزي أودونيل،  والممثلين إد أزنر ودانيال صنجاتا.

## وصلات خارجية
United States government sources
- 9/11 Commission Report
- FEMA World Trade Center Building Performance Study
- NIST and the World Trade Center

Publications in support of controlled demolition theory
- Harrit، Niels H. "Active Thermitic Material Discovered in Dust from the 9/11 World Trade Center Catastrophe". The Open Chemical Physics Journal. Bentham Open. مؤرشف من الأصل في 2020-06-27. {{استشهاد بدورية محكمة}}: الوسيط author-name-list parameters تكرر أكثر من مرة (مساعدة)

Proponents of controlled demolition conspiracy theories
- Architects & Engineers for 9/11 Truth
- Journal of 9/11 Studies
- 9/11 Speak Out
- Scholars for 9/11 Truth & Justice
- 9-11 Research

Audio and Video
- KPFA radio Guns and Butter show, excerpts from DVD "9/11: Explosive Evidence - Experts Speak Out". Part 1 and Part 2

Debunkers of controlled demolition conspiracy theories
- Debunking 9/11 Conspiracy theories and Controlled Demolition Myths
- Journal of Debunking 9/11 Conspiracy Theories
- Debunk 9/11 Myths, a Guide to 9/11 Facts, Myths, and Theories